# أليكس غوردون
أليكس غوردون (بالإنجليزية: Alex Gordon) (و. 1984  م) هو لاعب كرة قاعدة، من الولايات المتحدة، ولد في لينكون،، يلعب كلاعب دفاع ‏.

## روابط خارجية
- أليكس غوردون على موقع دوري كرة القاعدة الرئيسي (الإنجليزية)
- أليكس غوردون على موقعبيزبول رفرنس.كوم (الدوري الرئيسي) (الإنجليزية)
- أليكس غوردون على موقعبيزبول رفرنس.كوم (الدوري الثانوي) (الإنجليزية)
- أليكس غوردون على موقع إي إس بي إن.كوم (أم.أل.بي) (الإنجليزية)
- أليكس غوردون على موقع مشجعي الرسوم البيانية (الإنجليزية)